# Internationaler Pakt über wirtschaftliche, soziale und kulturelle Rechte

Karte der Ratifizierer- (dunkelgrün) und Unterzeichnerstaaten (hellgrün)

Der Internationale Pakt über wirtschaftliche, soziale und kulturelle Rechte (englisch International Covenant on Economic, Social and Cultural Rights, ICESCR), kurz UN-Sozialpakt oder IPwskR, in der Schweiz auch UNO-Pakt I genannt, ist ein multilateraler völkerrechtlicher Vertrag. Er wurde am 16. Dezember 1966 von der Generalversammlung der Vereinten Nationen einstimmig verabschiedet (vgl. General Assembly Resolution 2200 A (XXI)) und liegt seit dem 19. Dezember 1966 zur Unterschrift auf.
Er wurde inzwischen von 171 Staaten ratifiziert (Stand: 14. Dezember 2020), unter anderem von der Bundesrepublik Deutschland (23. Dezember 1973), Österreich (10. September 1978), der Schweiz (18. September 1992), Luxemburg (18. November 1983) und Liechtenstein (10. Dezember 1998), und ist am 3. Januar 1976 gemäß Artikel 27 des Paktes drei Monate nach Hinterlegung der 35. Ratifikations- oder Beitrittsurkunde (Jamaica, Ratifikation am 3. Oktober 1975) beim Generalsekretär der Vereinten Nationen in Kraft getreten.
Seine Einhaltung wird durch den UN-Ausschuss für wirtschaftliche, soziale und kulturelle Rechte überwacht. Ein Zusatzprotokoll für die Einrichtung einer Individualbeschwerdemöglichkeit wurde 2008 verabschiedet. Nachdem Uruguay im Februar 2013 als zehnter Staat das Protokoll ratifiziert hat, trat es im Mai desselben Jahres in Kraft. Das Zusatzprotokoll wurde allerdings bisher nur von wenigen Staaten ratifiziert.

## Entstehungsgeschichte
Als Ausgangspunkt der internationalen Normierung von Menschenrechten wird die Four Freedoms Address des US-amerikanischen Präsidenten Franklin D. Roosevelt vom 6. Januar 1941 angesehen. Vier fundamentale Freiheiten sollten nach seiner Vision einer neuen Weltordnung grundlegend sein: Die Freiheit der Meinung und der Religion sowie die Freiheit von Mangel und Furcht. Hierauf aufbauend wurde in der Charta der Vereinten Nationen vom 26. Juni 1945 der Gedanke des Menschenrechtsschutzes allgemein als Zielbestimmung in der Definition der Zwecke der Vereinten Nationen aufgenommen. Erst mit der am 10. Dezember 1948 feierlich proklamierten Allgemeinen Erklärung der Menschenrechte (AEMR) erhielt der völkerrechtliche Menschenrechtsgedanke seinen ersten fassbaren Ausdruck, wenngleich auch keinen völkerrechtlich verbindlichen.
Die AEMR enthält einen umfassenden Katalog bürgerlicher, politischer, wirtschaftlicher, sozialer und kultureller Menschenrechte, der später in den beiden gleichzeitig am 16. Dezember 1966 von der Generalversammlung der UN verabschiedeten internationalen Pakten über bürgerliche und politische Rechte (IPbürgR oder IPbpR) bzw. über wirtschaftliche, soziale und kulturelle Rechte (IPwskR) aufging.
Die Aushandlung des Vertragstextes zum Pakt über wirtschaftliche, soziale und kulturelle Rechte wurde parallel mit den Verhandlungen um den zur gleichen Zeit abgeschlossenen UN-Zivilpakt zwischen 1948 und 1966 geführt. Die Verhandlungen wurden von den politischen Interessen und Konstellationen bestimmt, die dem Ost-West-Konflikt und der Dekolonialisierung zugrunde lagen. Zu den Streitpunkten gehörte im sich verschärfenden Kalten Krieg die Frage, inwieweit ein transnationaler völkerrechtlicher Vertrag Einfluss auf die staatliche Souveränität nehmen könnte. Des Weiteren herrschte unter den Staaten Uneinigkeit, ob man politische und bürgerliche Rechte (später UN-Zivilpakt) gemeinsam mit wirtschaftlichen, sozialen und kulturellen Rechten (später UN-Sozialpakt) in einem Vertrag formulieren sollte. Vor allem die USA und Großbritannien fürchteten durch eine Ausweitung des Vertragstextes auch auf wirtschaftliche Rechte eine geringere Wirkungsmacht des Völkerrechtsvertrags. Ein weiterer Streitpunkt war die Frage nach der regionalen Gültigkeit des Vertrags. So forderte die USA, dass in föderalen Staaten die Bundesländer frei über die Anwendung des Menschenrechtspaktes entscheiden sollten. Großbritannien forderte zudem, dass koloniale Gebiete vom Gültigkeitsgebiet des Menschenrechtspaktes ausgeschlossen sein sollten. Dekolonisierte Staaten hingegen forderten, das Selbstbestimmungsrecht der Völker als Menschenrecht in den Pakt zu implementieren. Nach 18 Jahren politischen Ringens wurden die beiden Verträge schließlich am 20. Dezember 1966 von der Generalversammlung der Vereinten Nationen angenommen.

## Aufbau und Inhalt des Paktes

### Übersicht
Der IPwskR umfasst 31 Artikel, die neben der Präambel in fünf Teile gegliedert sind. Teil I (Artikel 1) betont das Recht der Völker auf Selbstbestimmung als Grundlage für den Genuss aller weiteren Menschenrechte. Teil II (Artikel 2 bis 5) enthält einige allgemeine Regelungen zum Pakt. Kernstück des Paktes bildet Teil III (Artikel 6 bis 15), der die materielle Grundlage für konkrete Menschenrechtsgewährleistungen enthält.

### Die einzelnen Paktrechte
Der Pakt definiert wirtschaftliche, soziale und kulturelle Rechte eines jeden einzelnen, dazu gehören unter anderem:
| Recht | Quelle           |
| --- | ---------------- |
| die Gleichberechtigung von Mann und Frau | Artikel 3        |
| das Recht auf Arbeit | Artikel 6.1      |
| das Recht auf Berufsfreiheit |                  |
| das Recht auf berufliche Beratung |                  |
| das Recht auf gerechte und günstige Arbeitsbedingungen | Artikel 7        |
| das Recht auf angemessenen Lohn | Artikel 7 a)i)   |
| das Recht auf gleiches Entgelt für gleichwertige Arbeit | Artikel 7 a)i)   |
| das Recht auf angemessenen Lebensunterhalt (durch Arbeit) | Artikel 7 a) ii) |
| das Recht auf sichere und gesunde Arbeitsbedingungen | Artikel 7 b)     |
| das Recht auf Arbeitspausen, das Recht auf regelmäßigen bezahlten Urlaub, das Recht auf Vergütung gesetzlicher Feiertage                                                        | Artikel 7 d)     |
| das Recht zur Bildung von Gewerkschaften | Artikel 8.1      |
| das Recht zur Bildung von Gewerkschaftsverbänden | Artikel 8.2      |
| das Recht auf Streik | Artikel 8.4      |
| das Recht auf soziale Sicherheit und das Recht auf Sozialversicherung | Artikel 9        |
| das Recht auf größtmöglichen Schutz und Beistand für die Familie | Artikel 10.1     |
| das Verbot von Zwangsehen | Artikel 10.1     |
| das Recht auf Mutterschutz | Artikel 10.2     |
| das Recht auf bezahlten Mutterurlaub | Artikel 10.2     |
| das Recht auf Gleichbehandlung und Diskriminierungsfreiheit (insbesondere aufgrund der Abstammung) bei Sondermaßnahmen zum Schutz und Beistand für alle Kinder und Jugendlichen | Artikel 10.3     |
| das Recht auf Schutz vor wirtschaftlicher und sozialer Ausbeutung für Kinder und Jugendliche                                                                                    | Artikel 10.3     |
| das Recht auf ein Mindestarbeitsalter für Kinder | Artikel 10.3     |
| das Recht auf einen angemessenen Lebensstandard einschließlich Recht auf Wohnen                                                                                                 | Artikel 11.1     |
| das Recht vor Hunger geschützt zu sein, zusammen mit Artikel 11.1 Satz 1 das Recht auf angemessene Ernährung                                                                    | Artikel 11.2     |
| das Recht auf höchstmögliche körperliche und geistige Gesundheit | Artikel 12.1     |
| das Recht auf medizinische Versorgung für jedermann | Artikel 12.2.d   |
| das Recht auf Bildung | Artikel 13.1     |
| die allgemeine Grundschulpflicht und das Recht auf unentgeltliche Grundschule                                                                                                   | Artikel 13.2.a   |
| das Recht auf allgemeinen Zugang zum höheren Schulwesen | Artikel 13.2.b   |
| das Recht auf allgemeinen Zugang zu Hochschulen | Artikel 13.2.c   |
| die allgemeine Schulpflicht und das Recht auf unentgeltliche Schule | Artikel 14       |
| das Recht auf Teilnahme am kulturellen Leben | Artikel 15.1     |
| das Recht auf Teilhabe am wissenschaftlichen Fortschritt und seiner Anwendungen                                                                                                 | Artikel 15.2     |
| das Urheberrecht | Artikel 15.3     |
| das Recht auf Freiheit der Forschung | Artikel 15.4     |

Diese Rechte gelten gleichermaßen für alle. Sie gelten also diskriminierungsfrei (Artikel 2.2), insbesondere hinsichtlich
- der Rasse,
- der Hautfarbe,
- des Geschlechts,
- der Sprache,
- der Religion,
- der politischen Anschauungen,
- sonstiger Anschauungen,
- der nationalen Herkunft,
- der sozialen Herkunft,
- des Vermögens,
- der Geburt,
- jeglichen sonstigen Status.

## Überwachungsmechanismen
Wie auch im Internationalen Pakt für bürgerliche und politische Rechte sind die Vertragsstaaten verpflichtet, periodisch Staatenberichte dem UN-Ausschuss für wirtschaftliche, soziale und kulturelle Rechte einzureichen. Der Ausschuss kann außerdem in Ländern, in denen das Fakultativprotokoll zum UN-Sozialpakt ratifiziert wurde, Individualbeschwerden von Einzelpersonen annehmen und verhandeln. In Deutschland wird die Ratifizierung des Fakultativprotokolls zum UN-Sozialpakt noch geprüft.

## Bundesrepublik Deutschland
Die Bundesrepublik Deutschland hat den Vertrag am 9. Oktober 1968 unterzeichnet (vgl. Bundesgesetzblatt 1973 II, Seite 1569) und am 17. Dezember 1973 die Ratifikationsurkunde beim Generalsekretär der Vereinten Nationen hinterlegt (vgl. BGBl. 1976 II, S. 428). Mit Inkrafttreten des Paktes am 3. Januar 1976 (vgl. Bundesgesetzblatt 1976 II, Seite 428) ist die Bundesrepublik Deutschland völkerrechtlich an den Pakt gebunden.
Das Zustimmungsgesetz (auch Vertragsgesetz genannt), auf dessen Grundlage die völkerrechtliche Ratifikation am 17. Dezember 1973 durch den Bundespräsidenten erfolgte, wurde am 23. November 1973 vom Deutschen Bundestag beschlossen (vgl. Bundesgesetzblatt 1973 II, Seite 1569). Zuvor haben auch alle Bundesländer dem Beitritt der Bundesrepublik Deutschland zu dem Pakt zugestimmt (vgl. Beschluss laut Bundesrat, Drucksache 305/73 vom 25. Mai 1973 sowie Bericht und Antrag des Auswärtigen Ausschusses, Drucksache 7/1093 vom 17. Oktober 1973, Seite 4).
In der Bundesrepublik Deutschland ist der Vertrag somit durch das Vertragsgesetz vom 23. November 1973 in den Rang eines formellen Bundesgesetzes erhoben worden, welches zeitgleich mit dem Pakt selbst am 3. Januar 1976 in Kraft getreten ist. Bisher wurde das Gesetz nicht wieder aufgehoben oder anderweitig in seiner Geltung beschränkt.
Insbesondere Artikel 13 Absatz 2 Buchstabe c) des IPwskR erlangte in den vergangenen Jahren eine größere Aufmerksamkeit im Rahmen der Diskussionen über die Frage der Erhebung allgemeiner Studiengebühren.
In der Rechtswissenschaft ist noch nicht abschließend geklärt, ob überhaupt und wenn ja welche konkreten Rechtsfolgen sich aus Artikel 13 Absatz 2 Buchstabe c) ergeben.
Grundsätzlich sind gemäß Artikel 2 Absatz 1 IPwskR nur die Vertragsstaaten unmittelbar an den Pakt gebunden, im Falle der Bundesrepublik Deutschland also nur der Bund als Gebietskörperschaft. Nach Artikel 28 IPwskR sollen die Paktbestimmungen aber gerade in föderalistischen Staaten auch für die einzelnen Gliedstaaten Geltung haben.
Gemäß Art. 19 Abs. 4 GG steht jedem, der durch die öffentliche Gewalt in seinen Rechten verletzt wird, der Rechtsweg offen. Dies gilt nicht nur für Verletzungen der Grundrechte, sondern für alle in der deutschen Rechtsordnung geschützten Rechte. Somit erfasst die Rechtsweggarantie des Art. 19 Abs. 4 GG auch Fälle, in denen der Staat unmittelbar wirksame internationale Menschenrechtsnormen verletzt, die gemäß Art. 59 Abs. 2 bzw. Art. 25 GG Bestandteil des innerstaatlichen Rechts sind. Der deutsche Rechtsanwender ist über Art. 20 Abs. 3 GG („die Rechtsprechung sind an Gesetz und Recht gebunden“) an die transformierten Vorschriften des Völkerrechts gebunden. Aus der Vorschrift folgt auch die Pflicht, sich mit Inhalt und Auslegung dieser Vorschriften vertraut zu machen.